# John Meacham

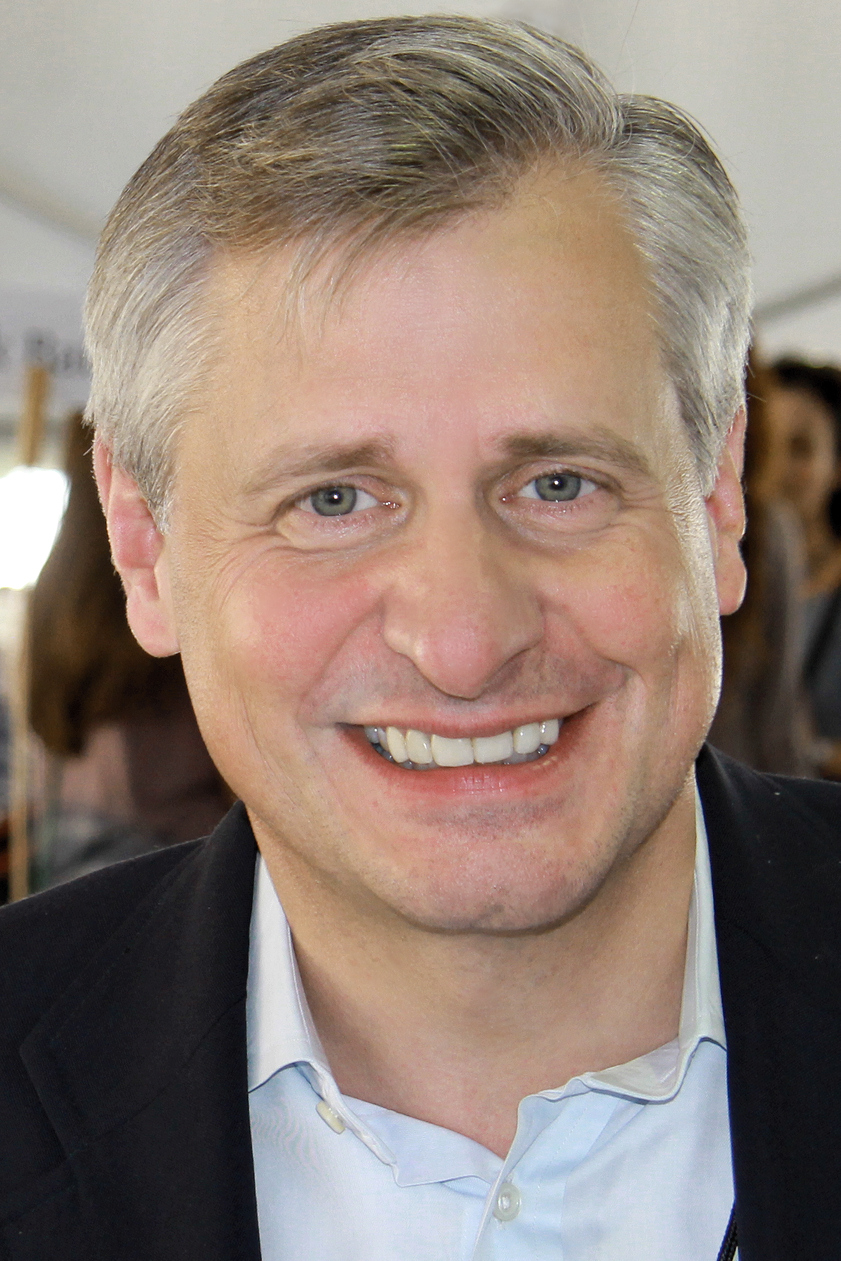
John Meacham (2014)

Jon Ellis Meacham (Chattanooga, Tennessee, V.S., 20 mei 1969) is een Amerikaanse historicus, die zich specialiseert in het Amerikaanse presidentschap.
Als voormalig redacteur en vice-voorzitter van Random House is hij als mede-auteur verbonden aan de New York Times Book Review, mede-auteur voor Time magazine en voormalig hoofdredacteur van Newsweek.
In 2009 won hij de Pulitzer Prize voor biography or autobiography voor het boek American Lion: Andrew Jackson in the White House. Meacham schreef ook: Thomas Jefferson: The Art of Power (2012).
Als hoogleraar Politieke wetenschappen is hij gastdocent aan Vanderbilt University in Nashville (Tennessee).
Meacham heeft eredoctoraten gekregen van onder andere Dickinson College, Middlebury College, Wake Forest University, de University of Tennessee, de Berkeley Divinity School van Yale University en The University of the South.
Meacham hield op 21 april 2018 in Houston (Texas) een herdenkingsrede tijdens de afscheidsdienst voorafgaande aan de uitvaart van voormalig First Lady en First Mother Barbara Bush.